# Janvry (Essonne)
Janvry  [ʒɑ̃vʁi] je francouzská obec v departementu Essonne v regionu Île-de-France. V obci se nachází kostel Panny Marie Karmelské.

## Poloha
Obec Janvry se nachází asi 27 km jihozápadně od Paříže. Obklopují ji obce Gometz-la-Ville na severu a severozápadě, Saint-Jean-de-Beauregard na severovýchodě, Marcoussis na východě, Fontenay-lès-Briis na jihovýchodě a na jihu a Briis-sous-Forges na jihozápadě a na západě.

## Vývoj počtu obyvatel
Počet obyvatel